# Élections générales ontariennes de 1867

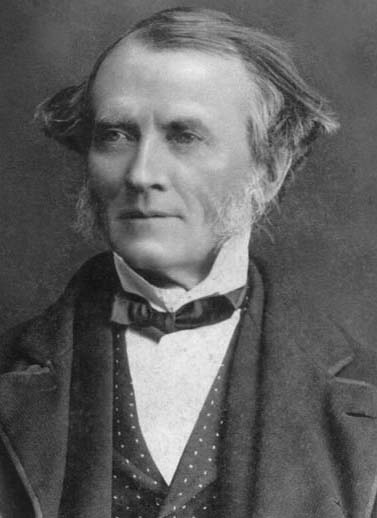
John Sandfield Macdonald autour de 1870.

L'élection générale ontarienne de 1867 était la première élection générale dans la province nouvellement créée de l'Ontario (Canada). Auparavant, ce territoire s'appelait Canada-Ouest, la partie occidentale de la Province du Canada. L'élection se déroule le 3 septembre 1867 afin d'élire les 82 députés de la 1re législature à l'Assemblée législative de l'Ontario. Les dates de l'élection en 1867 varient du 20 août au 26 septembre.
Le Parti libéral-conservateur de l'Ontario, mené par John Sandfield Macdonald, et le Parti libéral de l'Ontario, dirigé par Archibald McKellar, remportent tous deux 41 sièges. Un gouvernement de coalition est formé sous la direction de Macdonald.

## Résultats
| Parti | Parti                | Chef                     | Élus |
|       | Libéral-Conservateur | John Sandfield Macdonald | 41   |
|       | Libéral              | Archibald McKellar       | 41   |
| Total | Total                |                          | 82   |

## Source
- (en) Cet article est partiellement ou en totalité issu de l’article de Wikipédia en anglais intitulé « Ontario general election, 1867 » (voir la liste des auteurs).